# Kilkishen
Kilkishen (Iers: Cill Chisín) is een dorp in County Clare, Ierland.
Kilkishen maakt deel uit van de parochie "O'Callaghan Mills & Kilkishen". De parochie zelf maakt deel uit van de "Ceantar na Lochanna"-cluster van parochies binnen het bisdom Killaloe.
Het dorp ligt aan de R462, een regionale weg die loopt van Cratloe tot Tiraloughan in County Galway.

## Voorzieningen
Kilkishen kent een lagere school, een kleine supermarkt, een benzinestation en meerdere pubs en eetgelegenheden.
De katholieke kerk is de St. Senanskerk, waarvan de bouw begon in 1839, maar vroeg in de 19e eeuw was er ook al een katholieke kerk gebouwd. De Church of Ireland had sinds 1811 eveneens een kerk in het dorp, waar in 1834 een toren aangebouwd werd. Het gebouw werd in 1964 gesloten, raakte in verval en werd vanaf 2013 gerestaureerd. In 2014 werd het heropend als dorpscentrum.

## Natuurbescherming
Een halve kilometer ten zuidwesten van Kilkishen, op enkele honderden meters van de R462, ligt Kilkishen House, een verlaten landhuis dat in de kelder een winterverblijf en op de zolder een zomerverblijf biedt voor de kleine hoefijzerneus (Rhinolophus hipposideros). Het omliggende geboomte biedt aanvliegroutes voor deze lichtschuwe vleermuis die open landschap mijdt. Op het terrein komt ook een andere vleermuis voor, de franjestaart (Myotis nattereri). De Ierse natuurbescherming beschermt het terrein sinds 2016 als een Special Area of Conservation (SAC) van internationaal belang.